# Glyoxysoom
Een glyoxysoom is een gespecialiseerde peroxisoom die voorkomt in de vetopslagweefsels van ontkiemende zaden (waaronder maïs, sojabonen, zonnebloemen, pinda's en pompoenen). Ook in filamenteuze schimmels en enkele plantencellen zijn ze aangetroffen. Vetzuren worden in een glyoxysoom geoxideerd tot acetyl-CoA onder invloed van peroxisomale β-oxidatie-enzymen. Bij deze omzetting van vetzuren wordt zuurstof verbruikt en komt waterstofperoxide (H2O2) vrij. Dit proces is een reden dat zaadjes zuurstof nodig hebben om te ontkiemen.
Glyoxysomen bevatten, net zoals andere peroxisomen, enzymen die de afbraak van vetzuren in gang zetten, maar ook enzymen die tussenproducten vormen die gebruikt worden in de gluconeogenese. De zaden gebruiken deze suikers die uit vetten worden gesynthetiseerd als primaire voedselbron, totdat ze ver genoeg ontwikkeld zijn om hun voeding te produceren uit fotosynthese. In schimmel- en plantencellen zijn glyoxysomen ook betrokken bij de fotorespiratie en stikstofmetabolisme in wortels.